# Josef Weinheber

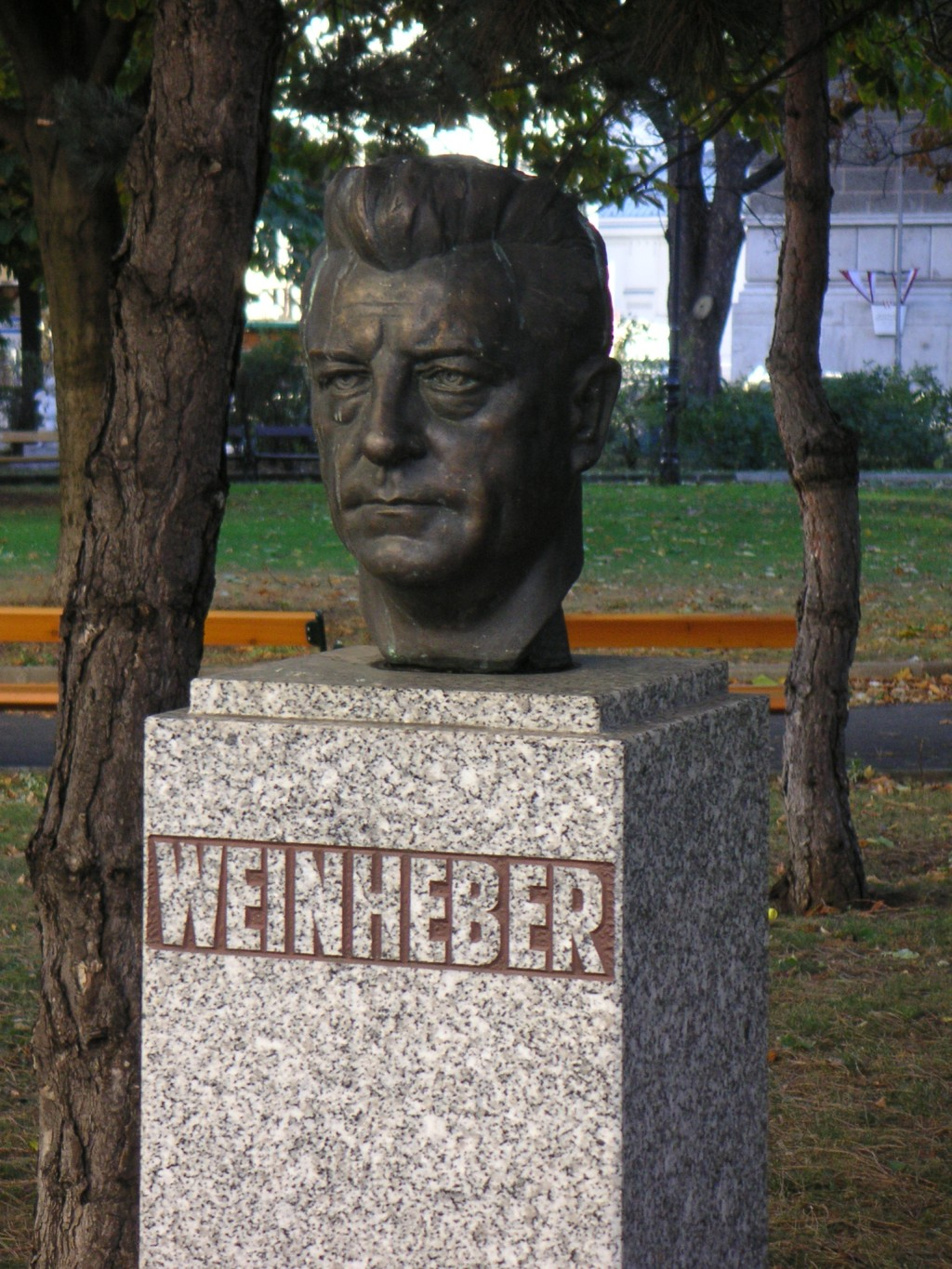
Weinheber-Büste im Wiener Schillerpark

Josef Weinheber (* 9. März 1892 in Wien-Ottakring; † 8. April 1945 in Kirchstetten, Niederösterreich) war ein österreichischer Lyriker und Erzähler.
Weinhebers Werk polarisiert seit jeher Anhänger und Gegner und ist bis heute Gegenstand ästhetischer, weltanschaulicher und politischer Kontroversen. Er wird als gemütvoller Wiener Heimatdichter geschätzt, wurde als Dichterfürst verehrt, war einer der meistgelesenen Lyriker seiner Zeit, gilt aber auch als prononcierter NS-Poet. Weinheber stellte seine späten Arbeiten in den Dienst des Nationalsozialismus, wodurch er zu einem wichtigen Akteur in der Kulturpolitik des Dritten Reichs aufsteigen konnte, und galt den Nationalsozialisten als „bedeutendster lebender Lyriker der Gegenwart“.

## Leben und Werk

### Anfänge
Weinheber war der vorehelich geborene Sohn eines Fleischhauers und der Weißnäherin Theresia Wykidal, die erst 1894 heirateten. Sein Vater kaufte und vertrieb Vieh entlang des Wienflusses nach Wien. Weinheber verbrachte seine Kindheit in einem kleinen Haus in Purkersdorf, nach der Trennung der Eltern kam er als Sechsjähriger zunächst vorübergehend in eine Korrektionsanstalt und später, von 1901 bis 1909, in das Hyrtl’sche Waisenhaus in Mödling. In seiner Schulzeit war er Mitgründer und Vicepräses der pennalen Burschenschaft Anninger. Da er keinen Schulabschluss hatte und mit zwölf Jahren Vollwaise wurde, war er zunächst als Gelegenheitsarbeiter tätig, arbeitete als Brauknecht „auf den verfluchten Gerstenböden“, hackte als Fleischhackergehilfe Pferdefleisch auf, war Kutscher und Hauslehrer. Von 1911 bis 1932 war er Postbediensteter, zuerst im Postamt 61 beim Westbahnhof, nach einem halben Jahr über eigenes Ansuchen bei der k. k. Post- und Telegraphendirektion für Österreich unter der Enns (Wien 3, Hetzgasse 2). Gegen Kriegsende kam es zu Konflikten mit seinem Vorgesetzten und man verbannte ihn nach Ottakring auf das Postamt 102 in der Hellgasse. Doch schon nach sechs Wochen wurde er wieder in der späteren Post- und Telegraphendirektion für Wien, Niederösterreich und Burgenland aufgenommen.
Aus dem Gefühl seiner Erfahrungen gesellschaftlicher Deklassierung entwickelte Weinheber als einsamer und unverstandener Einzelkämpfer „das herrische Bewusstsein, ganz auf sich allein gestellt, sprachbegabt, autark und ohne den Hintergrund eines bürgerlichen Bildungsmilieus“ als Dichter hervorzutreten. Beeinflusst von Rainer Maria Rilke, Anton Wildgans, Richard Dehmel und Walt Whitman, schrieb er ab 1912 Gedichte, besonders für die von ihm mitbegründete Ottakringer Kohorte und besuchte die Maturaschule Freies Lyzeum. Das Werk von Karl Kraus gab Weinheber die wesentlichen Anregungen in der Sprachauffassung. Die regelmäßige Lektüre der Fackel prägte Weinhebers Stil; er besuchte häufig Vorlesungen seines Vorbilds. Nach Auffassung seines langjährigen Lektors Ernst Stein ist „Weinhebers Werk ohne Karl Kraus schwer denkbar und noch schwerer deutbar“.
1918 trat Weinheber aus der katholischen Kirche aus und heiratete 1919 die Jüdin Emma Fröhlich in einer zivilrechtlichen Feier. Nach einem knappen Ehe-Jahr trennte sich seine um drei Jahre ältere Frau wieder von ihm. 1927 wurde er Protestant und heiratete die Buchhändlerswitwe Hedwig Krebs (geb. Oberst), mit der er bis zu seinem Tod verheiratet blieb. Allerdings verliebte er sich 1937 in die Linzer Philologiestudentin Gerda Janota (* 1915; † 2008), und aus dieser Beziehung wurde ihm am 5. Dezember 1941 sein einziges Kind Johann Christian Weinheber-Janota († 2017) geboren, zu dessen Vaterschaft sich Weinheber auch ohne Zögern bekannte. Das Kind wurde Anfang 1941 im Stephansdom im Beisein Weinhebers katholisch getauft. Am 26. Januar 1944 trat Weinheber schließlich wieder in die katholische Kirche ein.
Weinhebers schriftstellerische Laufbahn begann 1919 mit Beiträgen in der satirisch-humoristischen Zeitschrift Die Muskete. 1920 erschien Weinhebers erster Lyrikband Der einsame Mensch. 1923 erschien im Wiener Burgverlag der Lyrikband Von beiden Ufern, den Weinheber dem linken jüdischen Schriftsteller Leo Perutz widmete, zu dessen Freundeskreis er gehörte. Allerdings war Von beiden Ufern kein kommerzieller Erfolg und Weinheber fand in den nächsten drei Jahren keinen Verleger mehr, bis er 1926 im Krystall-Verlag den Lyrikband Boot in der Bucht veröffentlichte. 1924 kam als eines seiner wenigen Prosawerke der autobiographische Roman Das Waisenhaus heraus, den zuvor die Arbeiter-Zeitung in Fortsetzungen abgedruckt hatte. Mit den Schriftstellerkollegen Mirko Jelusich (eine der Schlüsselpersonen der NS-Kulturpolitik in Österreich) und Robert Hohlbaum stand er in freundschaftlicher Verbindung.
1926 entschied Weinheber: „Ich will nicht ein Lyriker sein, ich will ‚der‘ Lyriker sein. Wenn Lyrik gesagt wird, soll es Weinheber heißen, Weinheber und Lyrik ein und dasselbe.“

### Aufstieg

Wien wörtlich (1935)

Mit seinem Gedichtband Adel und Untergang (1934) wurde der 42-jährige Weinheber nach eineinhalb Jahrzehnten verbitterten Ringens um öffentliche Anerkennung schlagartig berühmt und zu einem der angesehensten Lyriker seiner Zeit. Die Lyriksammlung erschien im völkisch-nationalen Adolf-Luser-Verlag. Nach dem Titel sah Weinheber es als Gebot der Zeit an, den Kampf „des Adels“ gegen den Untergang aufzunehmen. Dem Dichter sei aufgetragen, „vor leeren Altären in einer sinnentleerten Welt Sinn zu stiften“. Weinheber entwickelte die fixe Idee von einer Mission des Künstlers, der in einer säkularisierten Welt das Göttliche im Menschen zu bewahren habe.
Besonders beliebt wurde Weinhebers Gedichtsammlung Wien wörtlich (1935), lyrische Milieu- und Charakterstudien, die teilweise im Wiener Dialekt geschrieben sind. Beeinflusst vom „eminenten Sprachgeist Nestroys“, der ihm durch Karl Kraus vermittelt wurde (Nestroy und die Nachwelt, 1912), zeichnete Weinheber das Porträt seiner Heimatstadt entlang der verschiedenen Schichtungen des Dialekts. In ihm findet sich die sprichwörtlich gewordene Zeile „War net Wien, wenn net durt, wo ka Gfrett is, ans wurdt“ (Es wäre nicht Wien, wenn nicht dort, wo es keinen Ärger gibt, einer entstehen würde) oder „Wann i, verstehst, was z’redn hätt, i schoffert olles o“ (Wenn ich, verstehst du, etwas zu reden hätte, ich würde alles abschaffen) und das Gedicht Der Phäake über die übermäßigen Essgewohnheiten eines Wieners:
Ich hab sonst nix, drum hab ich gern
ein gutes Papperl, liebe Herrn:
Zum Gabelfrühstück gönn ich mir
ein Tellerfleisch, ein Krügerl Bier,
schieb an und ab ein Gollasch ein,
(kann freilich auch ein Bruckfleisch sein).
Der Auflauf beschreibt die „typische Wiener Volksseele“, die bei einer Menschenansammlung vor einem Würstelstand alles vermutet, Revolution, Mord, Diebstahl, wobei sich herausstellt, dass jemand nur Geld wechseln wollte.
„Was gibts denn da? Was ist denn gschegn?“ – „Mir scheint, es setzt a Gaudi.“
„San zu vü’ Leut, ma kann nix segn.“ – „Geh, druck di fiari, trau di!“
„Aha, an Diab ham s’ arretiert.“ – „A Wolfshund hat wem bissn.“
„Sagn S’, Herr, was ist denn do passiert?“ – „A Baumberl hot er gschmissn.“
„Bei so wos segn s’ kan Wochmann net, derwei kann ans verblüatn.“
„An Herzstich? Schrecklich!“ – „D’ Rettung steht scho durt ums Eck, beim Wirten.“
„Einsturzgefahr beim Würschtelstand!“ – „Göl, der durt is der Mörder?“
„Des schiefe Gschau! Auf d’Pritschen gspannt und urndlich trückert ghört er.“
„Na, endlich a Inspekter, sixt?“ – „Tun S’ da kein Auflauf machen!“
„Er hot eahm scho. Jetzt, Freunderl, pickst.“ – „Sie, da is nix zum Lachen!
Sie gehen mit!“ – „Da bin i gspannt.“ – „Sie revoltiern die Gassen!“
„I hab do nur beim Würschtlstand zehn Eß wolln wechseln lassen …“
1936 erhielt Weinheber in München den Mozart-Preis der Goethestiftung. In seiner Dankesrede sagte er: „Ich bin nun in gewissem Grade zu Namen gekommen. Aber der Ruhm scheint mir doch wohl im großen und ganzen ein Missverständnis zu sein. Wenn ich mir heute die Urteile über mein Werk ansehe, sehne ich mich manchmal nach den traurig-schönen Zeiten meiner Ausgestoßenheit zurück.“ Die Veröffentlichung des Essays Im Namen der Kunst, vom Verlag Langen-Müller für Herbst 1936 angekündigt, in dem Weinheber gegen die Blut-und-Boden-Literatur und gegen die nationalsozialistische Literaturpolitik polemisierte, scheiterte an den sich verschärfenden Bedingungen des Dritten Reichs.
Mit O Mensch, gib acht (1937), einem „erbaulichen Kalenderbuch für Stadt- und Landleut“ setzte Weinheber in 12 Monatszyklen mit je 7 Gedichten seiner ländlichen Heimat ein Denkmal, der Lyrikband führt durch den bäuerlichen Jahreskreis, die Feste des Kirchenjahres und das ländliche Brauchtum. Das Buch hatte bis 1941 eine Gesamtauflage von 30.000 Stück und wurde dann nach Kritik des Reichsleiters der NSDAP Robert Ley nicht mehr aufgelegt.
Als Weinhebers dichterisches Hauptwerk ist der 40 Oden umfassende Zyklus Zwischen Göttern und Dämonen (geplanter Titel: Zwischenreich) von 1938 anzusehen, angeblich eine verklausulierte „literarische Polemik, gerichtet gegen das Dritte Reich und sein Milieu“ (Friedrich Jenaczek), die er in seinem Haus in Kirchstetten (Niederösterreich) vom Sommer 1937 bis zum Sommer 1938 schrieb. Bekannt sind auch seine lyrischen Variationen über Musikinstrumente, die unter dem Titel Kammermusik (1939) erschienen und in die Sphäre der Intimität, der Selbstreflexion, der Liebe und Musik führen, die in diesem Buch besungen oder auch nachgeahmt werden, wie etwa die Klangcharakteristik von Musikinstrumenten:
Erste Geige:
Ich, in die Schönheit dieser Welt verliebt,
beschenke sie mit meiner eignen Schöne.
Die Welt ist ohne Abgrund. Strömend gibt
mein Herz sich aus. Ich bin nur Lied: Ich töne.
In der Zeitschrift Der Augarten, dem Publikationsorgan des 1939 mit Genehmigung der Reichsschrifttumskammer von Mirko Jelusich gegründeten Wiener Dichterkreises, als deren Herausgeber Weinheber zeichnete und dem u. a. Bruno Brehm, Hermann Graedener, Max Mell, Karl Hans Strobl und Josef Wenter angehörten, erschienen 1940 die neunzehn Gedichte Zur Sprache, im Frühjahr 1941 entstanden Janus und Der Leichnam.

### Dichterischer Stil
Weinheber verwendete in seinen Dichtungen die verschiedensten Gedichtformen seit der Antike, was er als Verbindung zur abendländischen Humanitas ansah, autodidaktisch lernte er Latein, Griechisch und Italienisch. Er entwickelte daraus das gesamte Formenrepertoire des sprachkünstlerischen Handwerks mit antiken, romanischen und orientalischen Vers- und Strophentypen wie Ode, Hymne, Sonett, Terzine und Ghasel und bezeichnete sich als „Jünger des Horaz“, der antike Vers wurde ihm zum Richtmaß, der ihn führte „wie den Blinden eine sichere Hand“. Sein Lektor Ernst Stein bezeichnete ihn als „Hyperion aus Ottakring“. Weinheber betrieb sprachwissenschaftliche Studien, etwa über Sinn und Bedeutung der einzelnen Buchstaben. Als Übersetzer übertrug Weinheber altgriechische und lateinische Texte ins Deutsche und verfasste Nachdichtungen der Sonette von Michelangelo und Shakespeare.
Der Schopenhauer- und Nietzsche-Leser Weinheber war erfüllt von einem tiefen Pessimismus. Leiden und Leid der Welt waren für ihn seit der Jugend grundlegende Existenzkategorien. Die Lektüre des jüdischen Philosophen Otto Weininger beeinflusste ihn stark. Der Gegensatz zwischen „Geist und Geschlecht“, den dieser in seinem Hauptwerk Geschlecht und Charakter als männlicher Autonomie darstellte, verleitete ihn zur Ansicht, dass die Errettung vor der „unteren“ Welt von Sexualität, Trieb, Geschäft und Politik nur durch den „Mann-Geist“ kommen könne. Die Gegenwart sah er als „verrottete Zeit“ an, die ihm „das Menschliche“ zu zerstören drohte. Schuld daran gab er dem alle Lebensbereiche durchdringenden Liberalismus.
Gürte dich so: Du hast zu gehen
zeitlos durch Unrecht und Recht;
und wenn der Gott ruft, ja, aufzustehn
wider ein ganzes Geschlecht!
In seinem Hymnus auf die deutsche Sprache (1933) verherrlichte Weinheber diese Sprache als wesensidentisch mit dem deutschen Volk. Sie war ihm „Mutter Sprache und Muttersprache zugleich“ und verschmolz bei ihm als „eine helle Mutter, eine dunkle Geliebte“ zusehends mit der völkischen Ideologie: „Du gibst dem Herrn die Kraft des Befehls und Demut dem Sklaven. Du gibst dem Dunklen Dunkles und dem Lichte das Licht. Du nennst die Erde und den Himmel: deutsch. (…) Sprache unser! Die wir dich sprechen in Gnaden, dunkle Geliebte! Die wir dich schweigen in Ehrfurcht, heilige Mutter!“
Immer wieder legte Weinheber ein Bekenntnis zur Sprache ab, so auch 1941 bei einer Lesung vor jungen Studenten:
„Jedes Volk hat seine ihm eigentümlichen Kräfte und in jedem legen Millionen von Menschen ihre Gedanken und Gefühle in der Sprache nieder. Die Sprache ist ein unerhörtes geistiges Dokument derjenigen Nation, die sie spricht. Sie ist eine echte Konfession, eine Beichtschaft, die sich hinkniet in den Beichtstuhl der Welt. Darum gibt es keine größere Gefahr für ein Volk als diejenige, seine Sprache nicht zu würdigen. Ein Volk geht nicht zugrunde durch verlorene Kriege, sondern dadurch, dass es von innen her entkräftet, seine Sprache, die Hochsprache seiner Dichter und Denker aufgibt, Hochverrat an sich selbst begeht.“
Den Gehalt seines Werkes beschrieb Weinheber – „Niemals war einer so Volk“ schrieb er über sich selbst – 1943 mit den Worten „Einsamkeit, Urangst, Frömmigkeit“.

### Zeit des Nationalsozialismus

Bekenntnisbuch österreichischer Dichter (1938) zum Anschluss Österreichs an das Deutsche Reich (herausgegeben vom Bund deutscher Schriftsteller Österreichs)

Die Beiträge im Bekenntnisbuch

Am 18. Dezember 1931 trat Weinheber erstmals der NSDAP in Österreich bei (Mitgliedsnummer 782.298), von der er sich Unterstützung für seinen „Kampf“ als Künstler erwartete. 1933 wurde er Fachschaftsleiter für Schrifttum im österreichischen Kampfbund für deutsche Kultur. Sein Antisemitismus schrieb die Ursachen für seinen anfänglichen literarischen Misserfolg der „jüdischen Unterwanderung des österreichischen Kulturbetriebs“ zu. Als Präsident der Vereinigung bodenständiger Künstler nannte er als „landfremde Minderheiten“ und „Rassenfeinde“ unter seinen Kollegen den „Dreivierteljuden“ Hugo von Hofmannsthal und den „Volljuden“ Stefan Zweig. Weinheber gehörte auch zu den Informanten des „Judenverlag-Jägers“ Will Vesper und lieferte ihm Insider-Informationen, nach denen dieser in seiner Literaturzeitschrift Die Neue Literatur Diffamierungskampagnen gegen Schriftsteller und Verlage lancierte.
Nach dem Verbot der NSDAP in Österreich 1933 näherte sich Weinheber der Politik des Ständestaates an, stellte die Zahlung der Mitgliedsbeiträge an die NSDAP ein, wurde zum 30. September 1934 als ausgetreten gewertet und verfasste Anfang 1935 eine Hymne mit dem Titel Den Gefallenen, eine Würdigung des im Juli 1934 von illegalen Nationalsozialisten ermordeten autoritären österreichischen Bundeskanzlers und Begründer des klerikalen Austrofaschismus, Engelbert Dollfuß, die vom Burgtheaterschauspieler Georg Reimers anlässlich einer Feierstunde im Großen Wiener Musikvereinssaal am 12. Jänner 1935 in Anwesenheit der gesamten Regierung unter Bundeskanzler Kurt von Schuschnigg vorgetragen wurde. Im selben Jahr wurde Weinheber Preis und Ring der Deutsch-österreichischen Schriftstellergenossenschaft überreicht.
Einem Anschluss Österreichs ans Deutsche Reich stand Weinheber zu dieser Zeit skeptisch gegenüber, nachdem ihn die Erfahrungen mit der politischen Wirklichkeit auf seinen beiden ersten Deutschlandreisen 1936 ernüchtert hatten. Wilhelm Szabo beschrieb seine Haltung so: „Nach allem, was ich bisher über Weinheber munkeln gehört hatte, war er als ausgesprochener Anschlussfreund zu betrachten. Umso erstaunter war ich, ihn das Wort beinahe leidenschaftlich der österreichischen Unabhängigkeit reden zu hören. Besser ein kleinhäuslerisches, doch selbständiges Österreich, so etwa meinte er trocken, als ein noch so florierendes, drin die Piefkes anschafften. (…) Er ließ eine starke Enttäuschung über die Entwicklung im Deutschland Hitlers merken.“ An den Erzengel Michael richtete Weinheber in einem Kalenderbuch die Bitte: „Du hell im Haar und schwarz geschient, / was deutsch ist, dir mit Schweigen dient – (…) Laß uns nicht schrein um Deutschlands Ehr, / weniger ‚Deutschland‘, das ist mehr.“
1936 wurde Weinheber Mitglied im Bund deutscher Schriftsteller Österreichs, der sich 1934 vom P.E.N.-Club abgespaltet hatte, da einige Schriftsteller eine Protestnote gegen die Verfolgung deutscher Schriftsteller im Zuge der Bücherverbrennung im März 1933 verfasst hatten. Die Mitglieder des Bundes, in dem sich Mitglieder und Sympathisanten der NSDAP zu einer illegalen Tarnorganisation zusammen fanden, arbeiteten energisch auf den Anschluss hin, um „den Weg zur Befreiung ihres Volkes zu bahnen und zu vollenden“.
Nach dem Anschluss Österreichs beteiligte sich Weinheber 1938 am Bekenntnisbuch österreichischer Dichter (herausgegeben vom Bund deutscher Schriftsteller Österreichs), das den Anschluss begeistert begrüßte. Im Hymnus auf die Heimkehr, der am 20. April 1938 (Hitlers Geburtstag) von Ewald Balser während einer Festvorstellung im Burgtheater vorgetragen wurde, schrieb Weinheber: „Dies im Namen des Volks! / Dies im Namen des Bluts! / Dies im Namen des Leids!“ und im April 1938 verfasste er anlässlich der Volksbefragung zum Anschluss Österreichs folgende Verse:
Deutschland, ewig und groß,
Deutschland, wir grüßen Dich!
Deutschland, heilig und stark,
Führer, wir grüßen Dich!
Heimat, glücklich und frei,
Heimat, wir grüßen Dich!
Im Spätsommer 1938, nach den ersten Enttäuschungen der Anschluss-Euphorie, trug sich Weinheber mit dem Gedanken an Emigration. Als 1938 Otto Basil wegen „Verspottung des Führers“ von der Gestapo verhaftet wurde, setzte sich Weinheber erfolgreich für dessen Freilassung ein. Bald bezog Weinheber sowohl durch seine Reden, als auch durch eine Lesereise in die Schweiz, politisch Stellung und wurde ein Bestandteil nationalsozialistischer Kulturpolitik. Er verfasste Grußbotschaften an Adolf Hitler (Dem Führer und Ode an die Straßen Adolf Hitlers) und die Ode Blut und Stahl. In einem Vortrag beim großdeutschen Weimarer Dichtertreffen 1938 bezeichnete er Erich Maria Remarques verbotenen Bestseller Im Westen nichts Neues als „böse, hinterhältig“ und „auf Vernichtung des deutschen Wesens abzielend“ und stellte ihm Adolf Hitlers Mein Kampf entgegen, als „dasjenige Buch, das uns Deutschen, allen Deutschen in der Welt, das Bewußtsein unseres Wesens, unserer Kraft, unserer Größe und unserer Pflicht wieder zurückgegeben hat“.
Zu Hitlers 50. Geburtstag am 20. April 1939 verfasste Weinheber ein Hörspiel, in dem er das Hakenkreuz zum Abbild der Vereinigung von Mann und Frau erklärte. Als „Flammenzeichen lichtgläubigen Volks“ bilde das Hakenkreuz die Apotheose der Reichskleinodien und sei damit ein Hort der Treue zum „von Gott gesandten Führer“. 1941 nahm Weinheber aus den Händen von Propagandaminister Joseph Goebbels den von der Hamburger Alfred Toepfer Stiftung F.V.S. zur Verfügung gestellten Grillparzer-Preis entgegen, er wurde zum berühmtesten Lyriker Nazi-Deutschlands. Am 1. Januar 1941 trat er der NSDAP wieder bei (Mitgliedsnummer 9.638.922).
Zu seinem 50. Geburtstag erhielt Weinheber 1942 den Ehrenring der Stadt Wien, anlässlich einer Feier im Palais Lobkowitz wurden ihm von Richard Strauss zwei Weinheber-Lieder überreicht, und am 18. März 1942 wurde ihm das Ehrendoktorat der Universität Wien verliehen. In Kirchstetten feierte man ihn mit einem Volksfest und in Neulengbach mit einer Straßenumbenennung. In Weinhebers Gedicht Mit fünfzig Jahren (postum veröffentlicht 1947 in Der Turm) heißt es:
Vielleicht, daß einer spät, wenn all dies lang’ vorbei,
das Schreckliche versteht, die Folter und den Schrei
und wie ich gut gewollt und wie ich bös getan;
der Furcht, der Reu gezollt und wieder neuem Wahn –
und wie ich endlich ganz dem Nichts verfallen bin.
Am 23. Mai 1944 rezitierte Raoul Aslan den Prolog Weinhebers zum 75-jährigen Jubiläum der Staatsoper, in dem es hieß: „Wir erleben den Tod als die Verklärung des Seins“. Nach der Unterbrechung von 1933 trat Weinheber 1944 erneut der NSDAP bei (rückwirkend mit 1. Januar 1941, da man ihm zuvor den Beitritt mit Vorbehalten verwehrt hatte). Ende August 1944 wurde er von Adolf Hitler in die Gottbegnadeten-Liste mit den wichtigsten Schriftstellern des NS-Reiches aufgenommen, was ihn vor einem Arbeitseinsatz im Kriegsdienst bewahrte.
Für Weinhebers Biografen Albert Berger wurde Weinheber, „obwohl Parteigenosse, Antisemit und Anschlussbefürworter“, dennoch „keineswegs zum simplen Nazidichter“.
Weinheber, der alkoholkrank war (Kein Ausweg! Ergo: Laßt mir meinen Wein! 1921), was ihm den von Leopold Liegler geprägten Beinamen „Heurigenhölderlin“ eintrug, und der unter Schlafstörungen und Depressionen litt, beging am 8. April 1945, als die Rote Armee bereits dabei war, Wien zu erobern, Suizid durch eine Überdosis Morphium.

## Rezeption

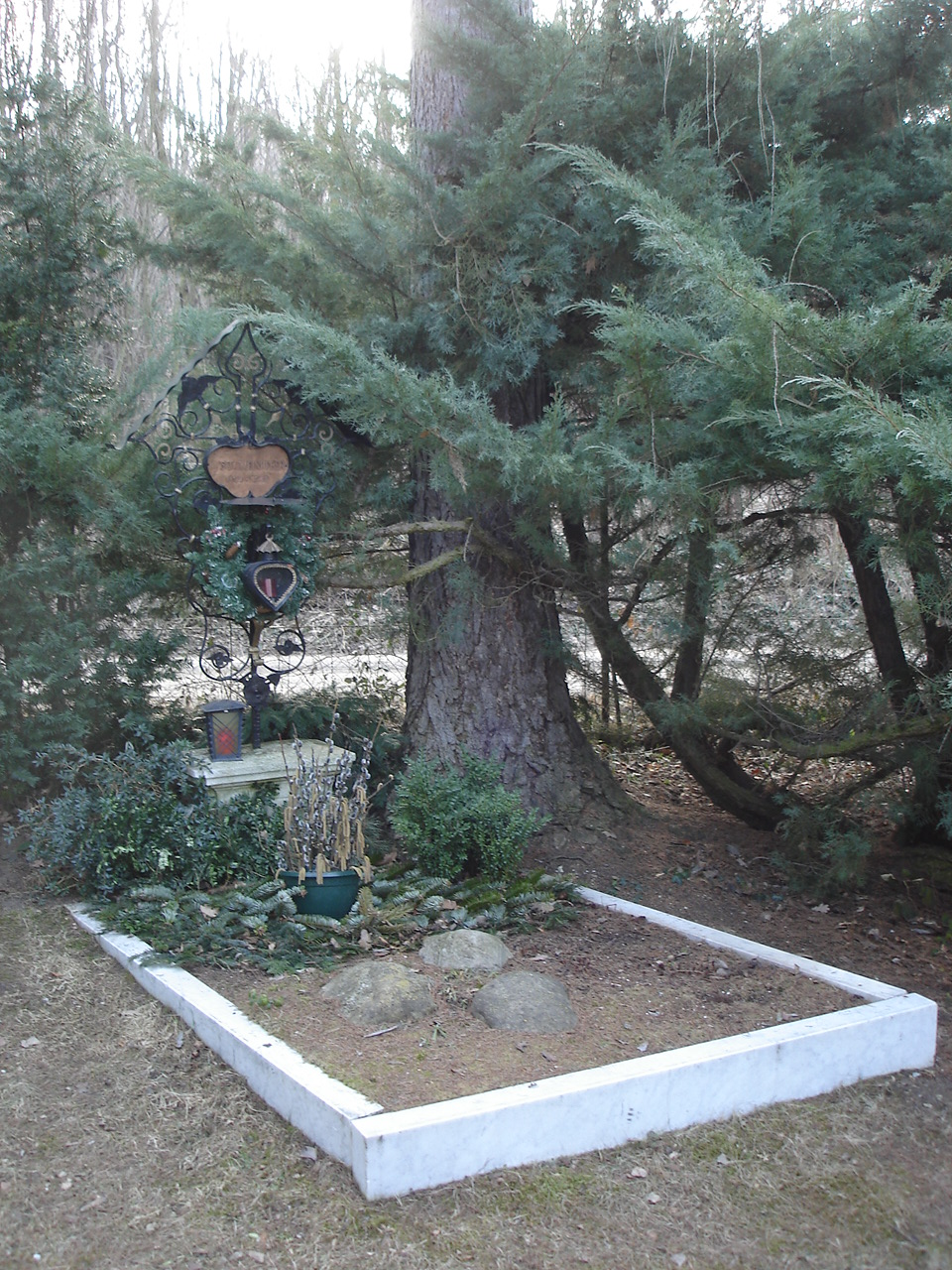
Weinhebers Grab im Garten seines Hauses in Kirchstetten

Weinhebers Rolle und künstlerische Gewichtung lösten im Nachkriegsösterreich im Literaturbetrieb eine lang anhaltende Debatte aus. Sein künstlerischer Werdegang kann als exemplarisch gelten für „eine ästhetische Konzeption, die sich, irritiert von den Signalen der Avantgarde, mit betontem Antimodernismus einer auf das ‚alte Wahre‘ ausgerichteten klassizistischen Tradition verschrieb“. In der Sowjetischen Besatzungszone wurden Weinhebers Blut und Stahl. Drei Oden (Verlag Eduard Stichnote, Potsdam 1941, Schriftenreihe der Presseabteilung des Reichsministers Dr. Todt, Band 4) und in der Deutschen Demokratischen Republik Den Gefallenen. Das Vermächtnis (Langewiesche-Brandt, Ebenhausen 1941) auf die Liste der auszusondernden Literatur gesetzt.
Der 1938 ins Exil gegangene Theodor Kramer erinnerte 1945 in seinem Requiem für einen Faschisten an Weinheber:
So zog es dich zu ihnen, die marschierten;
wer weiß da, wann du auf dem Marsch ins Nichts
gewahr der Zeichen wurdest, die sie zierten?
Du liegst gefällt am Tage des Gerichts.
Ich hätte dich mit eigner Hand erschlagen;
doch unser keiner hatte die Geduld,
in deiner Sprache dir den Weg zu sagen:
dein Tod ist unsre, ist auch meine Schuld.

Der antifaschistische österreichische Lyriker Wilhelm Szabo veröffentlichte 1975 unter dem Titel Zwei Gesichter persönliche Erinnerungen an Weinheber, die den Gegensatz zwischen der willfährigen öffentlichen Haltung Weinhebers und den „fast leidenschaftlichen Hassausbrüchen gegen die Nazis“ im privaten Gespräch beschreiben und die unvereinbare „Verbindung von Kunst und Macht“ thematisieren. Szabo veröffentlichte 1947 in dem Gedichtband Das Unbefehligte als Nachruf auf Weinheber die Elegie An einen toten Dichter, in der er bei sich die Schuld an Weinhebers Selbstmord sucht:
Dies meine Schuld. Denn siehe, ich hätte / Brechen müssen das Schweigen, Groll vergessen und Bann.
Sein ehemaliger Lektor Ernst Stein begründete in der Zeit Weinhebers Affinität zum Nationalsozialismus durch „politische Unbeschlagenheit“ und „Einfalt“: „Als ihn über Nacht der Ruhm antrat – bald nach 1933 –, ging der Mensch an dem zweischneidigen Erfolg zugrunde.“ Postum erschien 1947 Weinhebers Gedichtband Hier ist das Wort (1944 noch in Druck gegangen, konnte aber nicht mehr erscheinen), das Selbstanklagen enthält. Ein Kritiker nannte Weinheber „Amokläufer des Ich“. Die Zeitschrift Der Turm stellte 1947 zwei bis dahin unveröffentlichte, selbstkritische Gedichte Weinhebers aus dem Nachlass vor, die Selbstvorwürfe und Rechtfertigungsgedanken enthielten, Mit fünfzig Jahren und Als ich noch lebte …:
Wer lebte so wie ich? Und pochte so
mit hartem Knöchel an die Wand der Welt
und hätte gegen jede Zeit wie ich
sein randvoll Recht? Als ich noch lebte, mußt’
ich zu den Blumen gehen. Vorüber jetzt.
Von höherer Macht zur Herrschaft eingesetzt,
b e s t e h ich auf der Macht:
Ich lebe fort.
Dort war es Nacht. Hier nicht. Hier ist das Wort.
Leo Perutz, der Weinheber in seinen literarischen Anfängen sehr unterstützt hatte und ihm trotz dessen früher Hinwendung zum Nationalsozialismus verbunden blieb, schrieb 1947:

„Ich weiß nicht, was Weinheber dazu trieb, sich das Leben zu nehmen. Vielleicht konnte er sich ein Leben ohne diesen Ruhmesballast nicht denken. Hätte er doch irgendwo in der Stille, die sich doch so bald um einen Dichter legt, der schweigt, auf den echten Ruhm gewartet. Denn der wird kommen, den kann ihm keiner von den Leuten stehlen, die heute weil sie Weinheber überlebt haben, schon glauben dass sie die Nachwelt repräsentieren.“

1950 erschien das Buch Bekenntnis zu Josef Weinheber. Erinnerungen seiner Freunde, mit Beiträgen von 44 ehemalige Nazianhängern und Autoren der NS-Zeit, die Weinheber eindeutig als Gesinnungsgefährten beanspruchten und ihn damit als NS-Dichter abstempelten, wie unter anderem Paul Alverdes, Franz Karl Ginzkey, Mirko Jelusich, Heinz Kindermann, E. G. Kolbenheyer, Karl Heinrich Waggerl, Hans Friedrich Blunck, Bruno Brehm, Wilhelm Schäfer, Will Vesper und dem Germanisten Josef Nadler, der 1952 eine Weinheber-Biographie verfasste und 1953 bis 1956 gemeinsam mit Hedwig Weinheber eine erste Gesamtausgabe der Werke Weinhebers herausgab. Allerdings war diese Gesamtausgabe teilweise fehlerhaft und litt unter dem Umstand, dass Nadler in keiner Weise ein Kraus-Kenner war und daher die vielfachen Einflüsse Karl Kraus’ auf Weinheber, die sich dieser durch seine langjährige Beschäftigung mit dem Werk von Karl Kraus angeeignet hatte, nicht korrekt rekonstruieren konnte.
Erst 1994 machte eine Neuausgabe der Sämtlichen Werke (nach Josef Nadler und Hedwig Weinheber neu herausgegeben von Friedrich Jenaczek) im dritten Band erstmals auch Weinhebers NS-Gedichte zugänglich.
1956 wurde die Josef Weinheber-Gesellschaft ins Leben gerufen, die in der Folge „teilhatte an der nachkriegszeitlichen Fortpflanzung eines explizit antimodernen Weinheber-Bildes“ und „der posthumen, allerdings gewisse lebensgeschichtliche Entwicklungen aufnehmenden Ikonisierung im Sinne des alten nationalkonservativen Lagers“.
1958 komponierte Paul Hindemith zwölf Weinheber-Madrigale nach dessen Gedichten, Ernst Pepping veröffentlichte 1942 den Liederzyklus Der Wagen. Liederkreis nach Gedichten von Josef Weinheber aus ‚O Mensch, gib acht‘ für gemischten Chor a capella, Felix Wolfes vertonte die Gedichte An einen Schmetterling (1952) und An eine Tote (1960).
Das Lexikon der Weltliteratur (Herausgeber Gero von Wilpert) bewertete Weinheber 1997 als „eine[n] der bedeutendsten österreichischen Lyriker des 20. Jahrhunderts, von hoher Formkunst und Sprachkultur wie gedanklicher Tiefe, geprägt von antikem und klassisch-deutschem Bildungsideal und abendländisch-humanistischer Tradition.“
2005 nahm Marcel Reich-Ranicki in seinen Kanon deutscher Lyrik vier Gedichte Weinhebers (Ich liebe den Tod, Biedermeier, Dezember auch Christmond und Im Grase) auf und bemerkte: „In dem von mir herausgegebenen Kanon der deutschen Literatur werden Autoren in Anerkennung nicht ihres politischen Wohlverhaltens aufgenommen, sondern ihrer literarischen Leistungen. Das gilt auch für Josef Weinheber.“
2006 hieß es im Jahrbuch der österreichischen Goethe-Gesellschaft:

„Der heutige Leser muss sich durch einen Wust von willentlichen oder unwillentlichen Fehldeutungen kämpfen, wenn er sich dem Werk Josef Weinhebers anzunähern beabsichtigt. Ein unbefangener Zugriff scheint nur bedingt gewährleistet. Ob als präfaschistisch orakelnder Hölderlinepigone diffamiert oder zum urbanen Heimatdichter des Wiener Schmähs verniedlicht, ob als leerer Formvirtuose abgetan oder aufgrund seines sattsam kolportierten Bonmots ‚In Ruah lossn!‘ auf Goebbels’ Frage nach Möglichkeiten staatlicher Einflussnahme zum Wohle der Dichtkunst zum Widerstandskämpfer uminterpretiert – an unterschiedlichen Lesarten der Dichtungen Weinhebers und an ebenso zahlreichen unterschiedlichen Einschätzungen seiner Person zur Deckung des jeweiligen Meinungsbedarfs im Kulturbetrieb herrschte (und herrscht) wahrlich kein Mangel, und Selbstbedienung dürfte als erwünscht vorausgesetzt werden.“

Auch heute ist Weinheber in österreichischen Schullesebüchern mit seinen Gedichten vertreten und wird gerne und häufig in Programmen Wienerischer Lyrik vorgetragen. Schauspieler wie Michael Heltau (Wien im Gedicht, 2001), Hilde Sochor (Ich bin ein Kind der Stadt, 2007) und Karlheinz Hackl, Heinz Holecek, Miguel Herz-Kestranek, Michael Dangl in jüngerer Zeit und davor Albin Skoda, Ewald Balser, Mathias Wieman, Fred Liewehr, Richard Eybner oder Paula Wessely und Attila Hörbiger und vor allem Oskar Werner (Wahrheit und Vermächtnis) haben Weinheber-Gedichte in ihre Rezitations-Programme integriert oder auf Schallplatte aufgenommen.
Roland Neuwirth von den Extremschrammeln vertonte 2005 unter dem Titel Alle meine Dichter neben einem Gedicht von Ingeborg Bachmann auch Auf der Veranda von Josef Weinheber.

### Politische Kontroversen
Weinheber ist seit 1942 Ehrenmitglied der Akademie der Bildenden Künste. Über die Aberkennung wurde zuletzt 2010 diskutiert, Rektorin Eva Blimlinger wollte darüber nachdenken. Auch wurde die Entfernung seiner Büste am Schillerplatz vor der Akademie gefordert, die 1940 von Josef Bock geschaffen und 1975 auf einem Granitsockel des Bildhauers Heribert Rath aufgestellt wurde.

2009 forderten Die Grünen erfolglos, den Josef-Weinheber-Platz in Ottakring umzubenennen. Im September 2010 kommentierte der in Weinhebers Geburtsbezirk Ottakring lebende Wiener Bürgermeister Michael Häupl die Bedeutung Weinhebers für seinen Heimatbezirk mit folgenden Worten:
„Wer Ottakring verstehen will, muss ausführlich Weinheber gelesen haben und muss zumindest vier Jahrzehnte in Ottakring gelebt haben.“
Niki Kunrath von den Grünen kritisierte diese Äußerung.
Im Oktober 2010 wurde in der Bezirksvertretung von Ottakring die Anbringung von Zusatztafeln an den drei Josef Weinheber-Gedenkorten in Ottakring auf Antrag der Grünen mit Zustimmung von SPÖ und ÖVP beschlossen. 2013 waren diese jedoch etwa am Josef-Weinheber-Platz nicht ersichtlich, dort wurde 2015 eine Zusatztafel angebracht.
Im Februar 2024 kritisieren Historikerinnen den Umgang der Gemeinde Kirchstetten mit ihrer Weinheber-Vergangenheit: diese werde in Niederösterreich nicht kontextualisiert.

## Hörbeispiele
Der Schauspieler Oskar Werner war ein begeisterter Interpret Weinhebers und rezitierte dessen Gedichte u. a. auf seiner Tournee 1962 (gemeinsam mit Gedichten von Goethe, Schiller, Rilke) und 1967 in New York und nahm Weinheber in seiner Lyrik-Anthologie Wahrheit und Vermächtnis auch für die Schallplatte auf (Künstler / Kammermusik / Du siehst mich manchmal an / Gang in den Frühling / Anbetung des Kindes / Mutter mit dem Kind / Mit halber Stimme / Die Pensionisten / Grinziger Weinsteig / Waasst? Net? Verstehst? / Der Präsidialist / Im Hause des Gerichts / Der Hochzeitstag / Straßenvolk / Ballade vom kleinen Mann / Die Hausfrau und das Mädchen / Es wäre nicht Wien / Der Ober an den Stift / Der Phäake / Der Auflauf / Hymnus an den Kahlenberg).
Albin Skodas Aufnahmen von Weinhebers Gedichten (Verschwundenes Wien, Die Pensionisten, Die Ballade vom kleinen Mann, Hymnus an die deutsche Sprache u. a.) sind als Hörbuch Albin Skoda spricht Josef Weinheber wieder aufgelegt worden.
Ewald Balser nahm 1954 Weinheber-Gedichte auf (November – In dieser bitterbösen Zeit, Allerseelen, Caesar mors u. a.), die unter dem Titel Der Schöpfer stirbt, Geschaffnes kommt zu Jahren als Hörbuch erschienen.

## Ehrungen und Würdigungen
- 1926 Literaturpreis der Stadt Wien
- 1936 Wolfgang-Amadeus-Mozart-Preis
- 1936 Professor h. c.
- 1941 Grillparzer-Preis (gemeinsam mit Mirko Jelusich)
- 1942 Ehrendoktorat der Universität Wien
- 1942 Ehrenring der Stadt Wien, überreicht von Gauleiter Baldur von Schirach
- 1942 Ehrenmitglied der Akademie der Bildenden Künste Wien (2023 aberkannt)
- Präsident der Hölderlin-Gesellschaft in Wien
- Erstes Ehrenmitglied der Hamerling-Gesellschaft

Am 2. Mai 2023 gab die Akademie der Bildenden Künste Wien bekannt, Weinhebers Ehrenmitgliedschaft aufgrund seines Engagements im Nationalsozialismus zurückzunehmen.

## Denkmäler
Es gibt zahlreiche Gedenktafeln und Objektnamen mit Bezug auf Weinheber.

### Wien

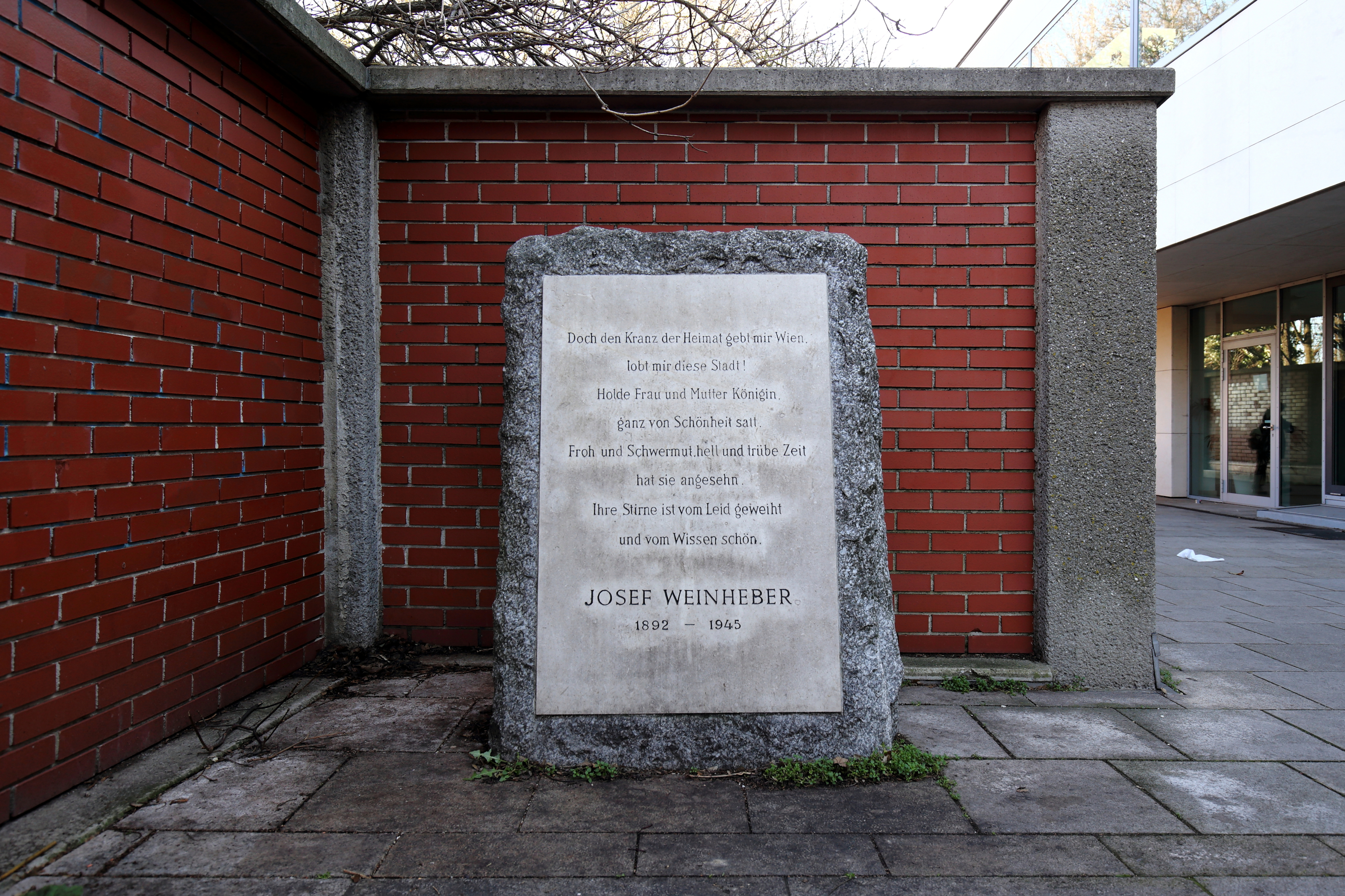
Gedenkstein am Kahlenberg

- Gedenkstätte im Bezirksmuseum Ottakring,
- Josef-Weinheber-Platz in Wien-Ottakring (16. Bezirk),
- Josef-Weinheber-Hof in der Koppstraße, Wien 16 (1969),
- Inschrift am Wohnhaus Rudolf-von-Alt-Platz 5 (1968),
- Denkmal an der Terrasse des Kahlenberges mit den letzten Zeilen des Gedichtes: Hymnus auf den Kahlenberg (1964)
- Bronzebüste am Schillerplatz, Entwurf 1940 von Josef Bock,  Nach Entwendung 1991 nachgegossen und diebstahlsicher befestigt. Umgestaltung 2019 unter dem Titel Weinheber ausgehoben durch Plattform Geschichtspolitik durch Angehörige der Akademie der bildenden Künste.[46]

### Niederösterreich
- Volksschule Kirchstetten

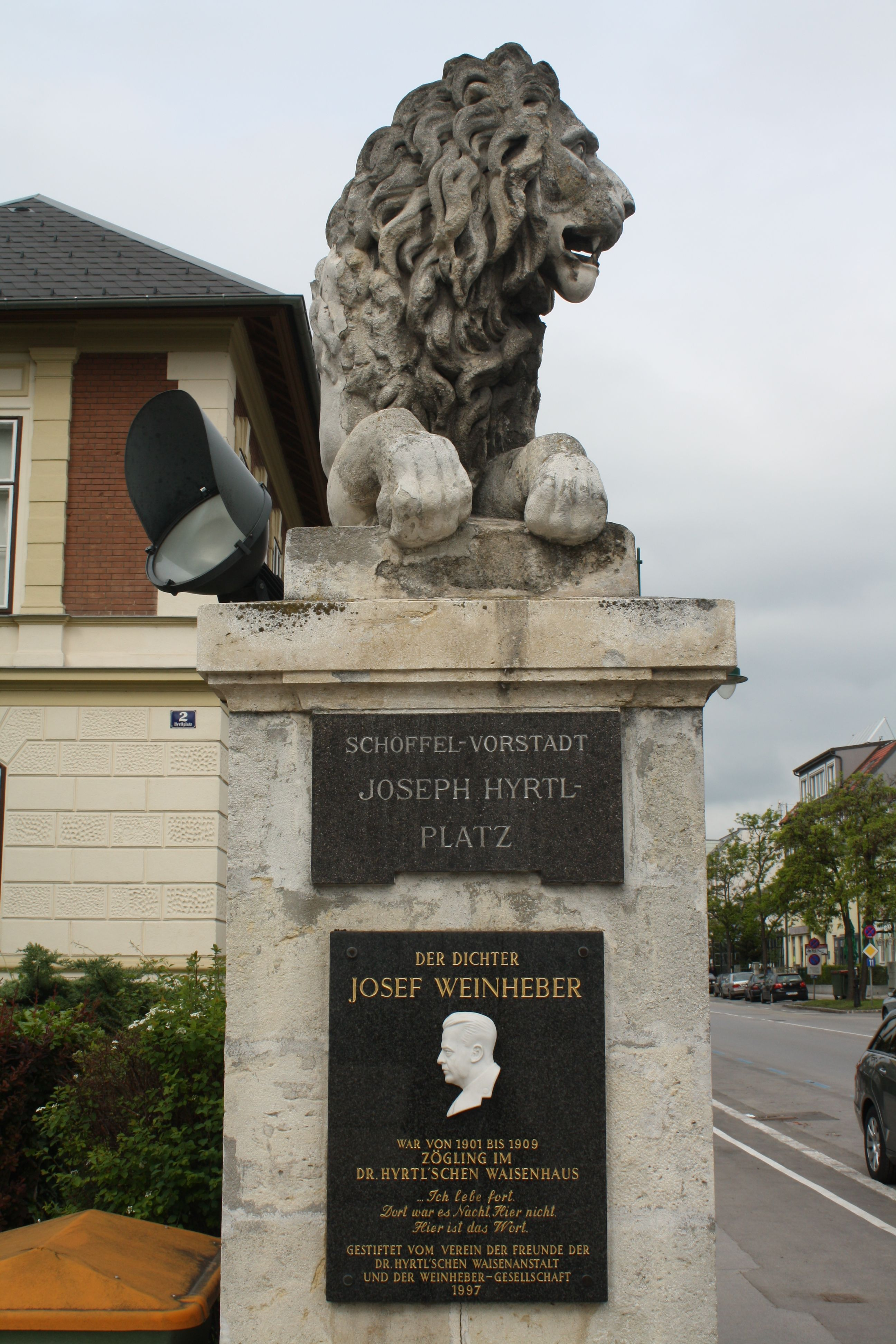
Gedenktafel vor dem ehemaligen Waisenhaus in Mödling

- Weinheber-Haus mit Bibliothek und Museum, Kirchstetten
- Josef-Weinheber-Kindergarten, Kirchstetten
- Josef-Weinheber-Brücke über die Westautobahn (A 1), Kirchstetten,[47]
- Denkmal auf der Feihlerhöhe in Purkersdorf (1967)
- Straßen mit seinem Namen in Mödling, Maria Anzbach, Neulengbach, Böheimkirchen, Preßbaum-Bartberg, St. Pölten

### Oberösterreich
- Inschrift auf dem Dichterstein Offenhausen, auf dem die Namen von rund 400 völkischen und/oder nationalsozialistischen Dichtern als „steingewordener Beitrag zur Ehrenrettung der im Jahre 1945 diskreditierten und ‚belasteten‘ NS-Autoren“[48] eingraviert sind,
- Straßen mit seinem Namen in Perg, St. Martin bei Linz und Wels.

## Werkverzeichnis
- Der einsame Mensch. Gedichte. E.P. Tal, Leipzig/Wien/Zürich 1920.
- Von beiden Ufern. Gedichte. Burgverlag, Wien 1923.
- Das Waisenhaus. Roman. Burgverlag, Wien 1925 (ein Vorabdruck erschien 1924 in der Arbeiter-Zeitung).
- Boot in der Bucht. Gedichte. Krystall-Verlag, Wien 1926.
- Adel und Untergang. Gedichte. Adolf Luser Verlag, Wien-Leipzig 1934.
- Wien wörtlich. Gedichte. Adolf Luser Verlag, Wien-Leipzig 1935. (Neuausgabe: Wien wörtlich: mit erklärenden Fußnoten kommentiert. edition:nihil.interit, Wien 2022)
- Vereinsamtes Herz. Gedichte. Verlag Paul List, Leipzig 1935.
- Gedichte. Verlag der Blätter für die Dichtung, Hamburg 1935.
- Späte Krone. Gedichte. Albert Langen/Georg Müller, München 1936.
- Deutscher Gruß aus Österreich. Gedichte. Adolf Luser, Wien/Leipzig 1936.
- O Mensch, gib acht! Ein erbauliches Kalenderbuch für Stadt- und Landleute. Gedichte. Albert Langen/Georg Müller, München 1937.
- Selbstbildnis. Gedichte aus zwanzig Jahren. Albert Langen/Georg Müller, München 1937.
- Zwischen Göttern und Dämonen. Vierzig Oden. Gedichte. Albert Langen/Georg Müller, München 1938.
- Kammermusik. Gedichte. Albert Langen/Georg Müller, München 1939.
- Dokumente des Herzens. Aus dem Gesamtwerk ausgewählte Gedichte. Gedichte. Albert Langen/Georg Müller, München 1944.
- Hier ist das Wort. Gedichte. Otto Müller Verlag, Salzburg 1947.